# OGLE-2008-BLG-092L b
OGLE-2008-BLG-092L b — экзопланета у звезды OGLE-2008-BLG-092L в созвездии Стрельца. Планета удалена от Земли на расстоянии 22800 световых лет (7000 парсек).
Родительская звезда является красным карликом спектрального класса M.
Планета OGLE-2008-BLG-092L b имеет массу 46 масс Земли, является примером холодного нептуна. Она находится очень далеко от звезды, на расстоянии 13 а. е. Эксцентриситет орбиты неизвестен. Планета была открыта в 2014 году методом гравитационного микролинзирования.